# Rochefort (bier)

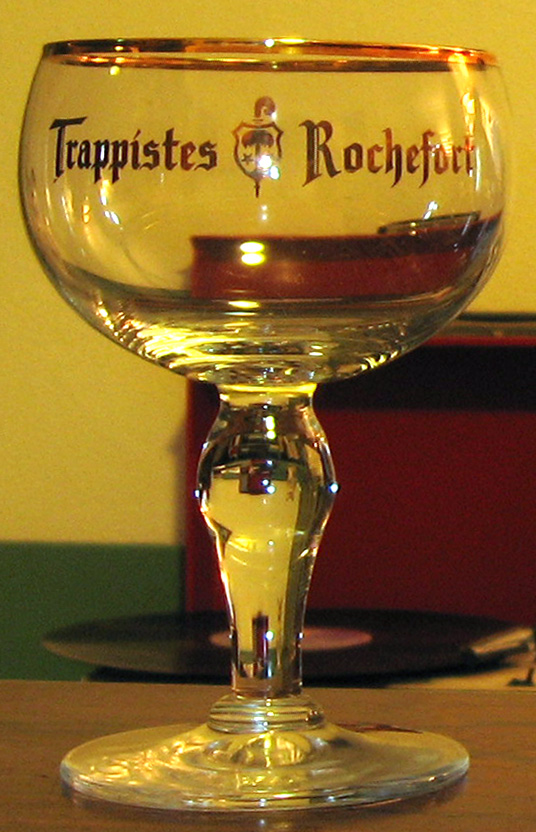
Rochefortglas

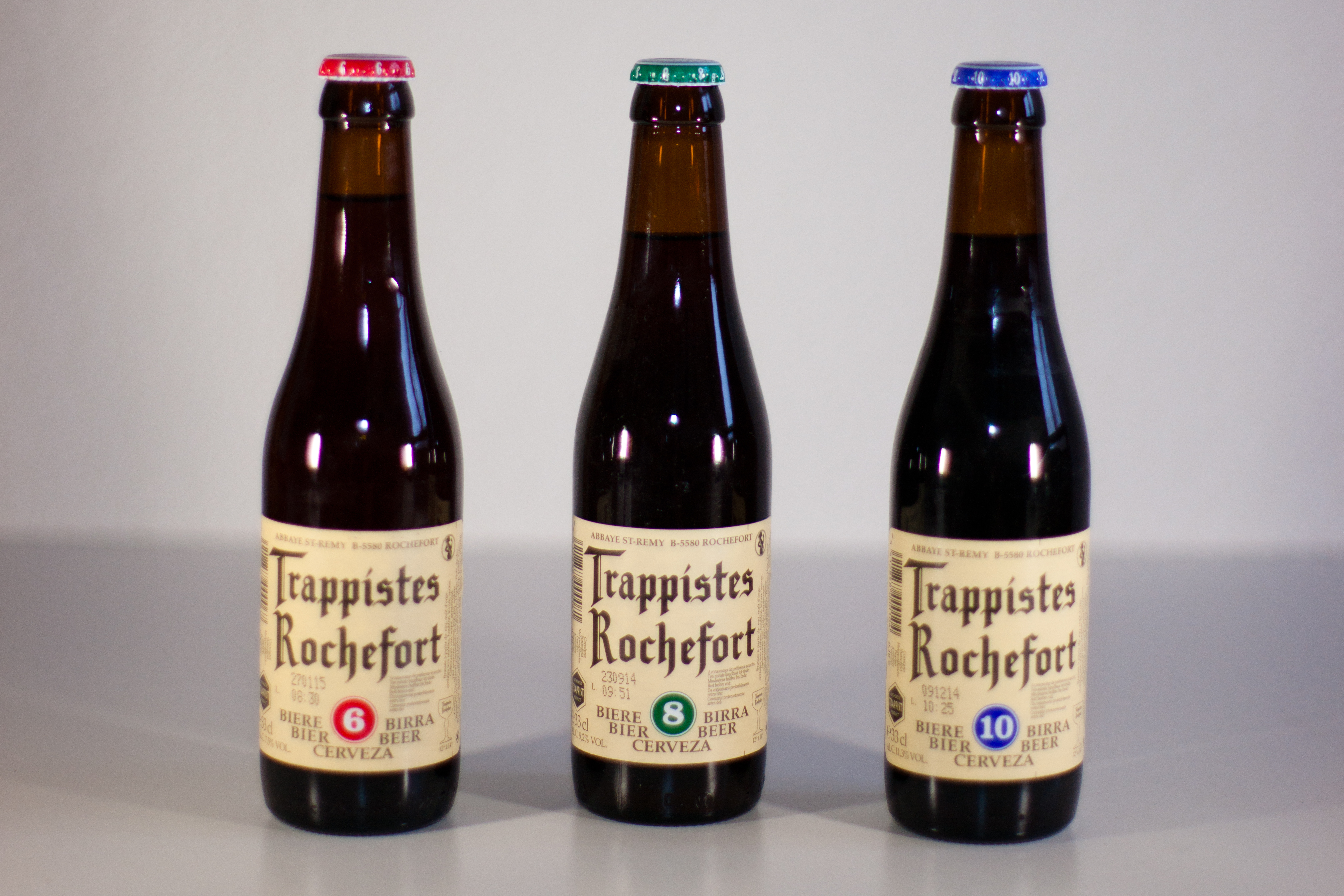
Rochefort 6, 8 en 10

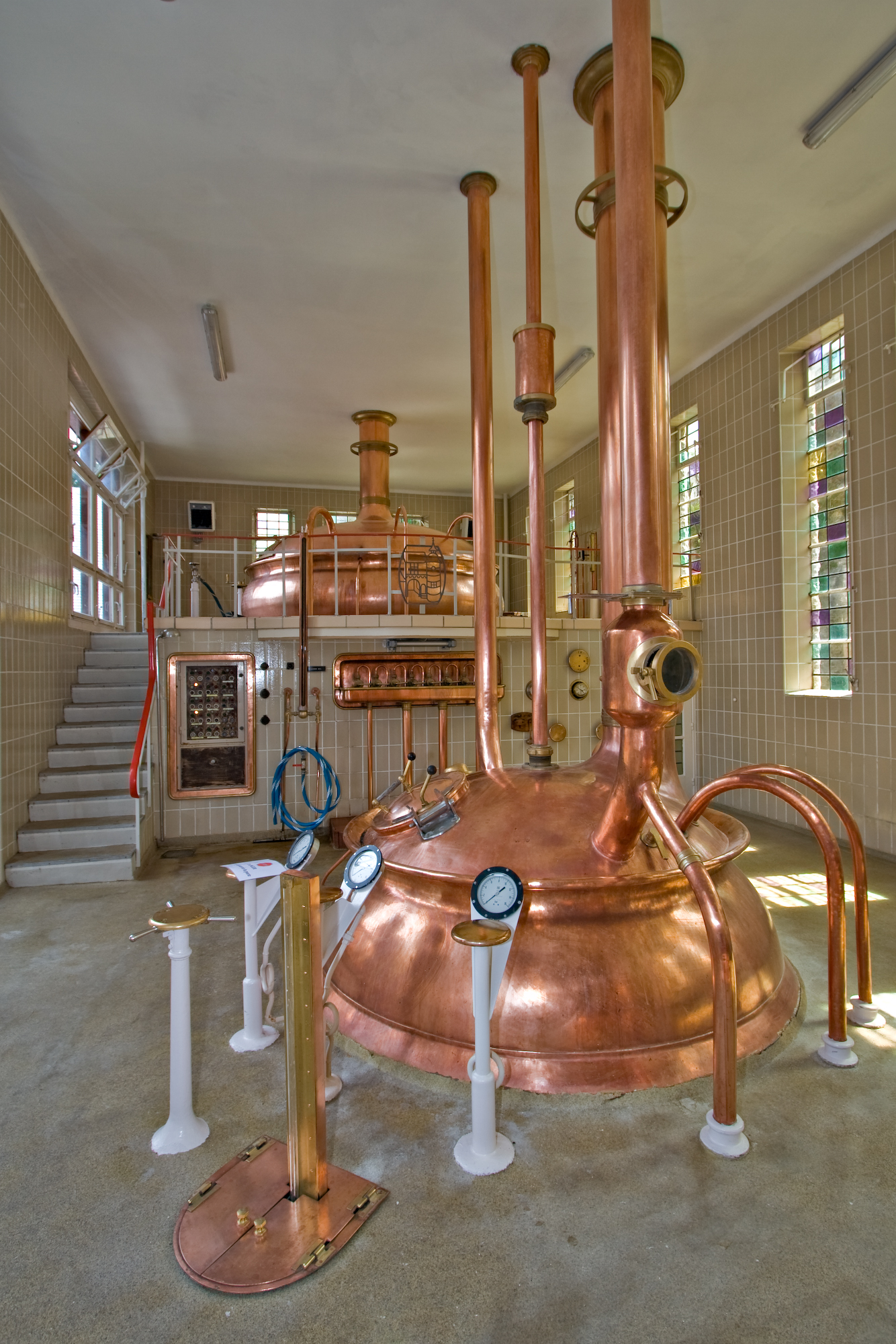
Rochefortbrouwerij

Rochefort is een trappistenbier dat in de Abdij Notre-Dame de Saint-Rémy te Rochefort in de provincie Namen wordt gebrouwen. De cisterciënzerabdij voor nonnen werd in 1230 opgericht, maar rond 1789 vernield. De abdij werd in 1887 weer opgebouwd, en het eerste Rochefortbier werd rond 1899 gebrouwen.

## Abdij
De Cisterciënzers van de Strikte Observantie, zoals de trappisten officieel voluit heten, staan bekend om hun afzondering: de kloostergebouwen en de meeste brouwerijen zijn verboden terrein voor gasten. Er zijn nog een vijftiental oudere monniken.
Ook resulteren de gebruiken van de trappisten in een niet-economische verkoop. De monniken hebben met het brouwen en verkopen van het bier geen winstoogmerk. Ze produceren slechts wat ze nodig hebben voor hun dagelijkse bestaan en om een deel aan goede doelen te schenken. De monniken maken geen reclame en doen niet mee aan moderne trends. Ze hebben bijvoorbeeld pas sinds 2006 een website. De verkoop aan de abdij vindt alleen in het weekend plaats.
Op 29 december 2010 werd het oude gedeelte van de abdij door een brand verwoest. De bibliotheek, de kapel, de woonvertrekken van de monniken en de brouwerij, waar het trappistenbier wordt gebrouwen, bleven gespaard.

## Bieren
- Rochefort 6: rode kroonkurk, 33 cl, 7,5% alc.
- Rochefort Triple Extra; paarse kroonkurk, 33 cl, 8,1% alc.[2]
- Rochefort 8: groene kroonkurk, 33 cl, 9,2% alc.
- Rochefort 10: blauwe kroonkurk, 33 cl, 11,3% alc.

De totale jaarlijkse bierproductie bedraagt zo'n 50 000 hectoliter (maximum capaciteit, 10 brouwsels per week). Huidig brouwingenieur is Gumer Santos. Het bier wordt doorgaans geserveerd in een bijbehorend kelkglas, hoewel er in de nabijgelegen stad Rochefort ook keramieken bierpullen en -bokalen te koop zijn.

## Prijzen
- In 2011 werd Rochefort 8 door Test-Aankoop na een test van 210 speciaalbieren uitgeroepen als behorende tot de 18 beste bieren (bieren waarover de 30 proevers unaniem lovend waren).[3]